# معاملة المثليين في فيجي
يواجه الأشخاص من المثليين والمثليات ومزدوجي التوجه الجنسي والمتحولين جنسياً (اختصاراً: LGBT) في فيجي تحديات قانونية لا يواجهها غيرهم من المغايرين جنسيا. في عام 1997، أصبحت فيجي ثاني دولة في العالم تحمي بشكل صريح من التمييز القائم على التوجه الجنسي في دستورها بعد جنوب أفريقيا. في عام 2009، تم إلغاء الدستور. وصدر الدستور الجديد في سبتمبر 2013، والذي يحظر التمييز على أساس التوجه الجنسي والهوية الجندرية أو التعبير عنها. غير أن زواج المثليين لا يزال غير قانوني في فيجي، كما توجد تقارير المتعلقة بالتمييز الاجتماعي والتنمر.
يعتبر كل من مؤسسة فخر قوس قزح Rainbow Pride Foundation، التي تأسست في عام 2008، ومشروع فيجي أميثي (بالإنجليزية: Amithi Fiji Project)‏، وحركة درودرولاغي (بالإنجليزية: Drodrolagi Movement)‏، وهي مجموعة طلابية، من بين المنظمات الرئيسية المدافعة عن حقوق المثليين في فيجي.

## تاريخ
على غرار الفافانين (بالإنجليزية: fa'afafine)‏ من ساموا، وماهو (بالإنجليزية: māhū)‏ من هاواي و «واكاواهيني» (بالإنجليزية: whakawāhine)‏ من نيوزيلندا، لدى فيجي سكان ينتمون تقليديا وثقافيا إلى الجنس الثالث. يعرف هؤلاء الأفراد باسم «فاكا سا ليوا ليوا» (بالإنجليزية: vaka sa lewa lewa)‏، وهم الأشخاص الذين يولدون كذكور، ولكنهم يعيشون ويتصرفون كنساء، وقد تم تقليديا قبولهم في المجتمع الفيجي.

## قانونية النشاط الجنسي المثلي
في عام 2005، قام السائح الأسترالي توماس مكوسكر بممارسة الجنس بالتراضي مع شخص بالغ يدعى ديرندرا نادات. وقد حوكم الرجلان وسجنا بموجب قانون السدومية في البلاد، ولكن تم إلغاء الحكم في أغسطس 2005 من قبل المحكمة العليا في البلاد بحجة أنه ينتهك الدستور.
وفي الوقت نفسه، دافع رئيس الوزراء لايسينيا غاراسي حينها عن القوانين الجنائية لوطنه ضد المثلية الجنسية باعتبارها تستند إلى الكتاب المقدس. على النقيض من ذلك، صرح نائب الرئيس راتو جوني مادرايويوي أنه شعر بأن الأشخاص المثليين يجب أن يتمتعوا بالحق في حماية خصوصياتهم.
في عام 2006، أكد المفوض السامي الفيجي في نيوزيلندا أن هناك سياسة لعدم القبض على الرجال المثليين لممارسة الجنس المثلي بالتراضي.
منذ 1 فبراير/شباط 2010، أصبح النشاط الجنسي المثلي بين الذكور والإناث قانونيا بموجب «مرسوم الجرائم 2010».

## الاعتراف القانوني بالعلاقات المثلية
لا تنص قوانين عائلة فيجي على الاعتراف القانوني بزواج المثليين أو الاتحادات المدنية. منذ عام 2002، حظر القانون صراحة زواج المثليين.
في 26 مارس 2013، عبر رئيس الوزراء فرانك باينيماراما عن معارضته لفكرة زواج المثليين. ورداً على سؤال طرحه أحد المتصلين في برنامج للإذاعة، قال إن زواج المثليين «لن يسمح به لأنه ضد المعتقدات الدينية».
في أبريل 2013، دعت مجموعة الدعم التي تمثل الطلاب المثليين، «حركة درودرولاغي»، لمناقشة حول هذه القضية. في يناير/كانون الثاني 2016، كرر رئيس الوزراء معارضته لزواج المثليين، قائلاً «لن يكون هناك زواج المثليين في فيجي»، واقترح أن تنتقل الزوجات المثليات اللاتي يسعين إلى الزواج إلى آيسلندا.
في عام 2019، وبعد تكهنات بأن بعض الكنائس تؤيد فكرة زواج المثليين، كرر رئيس الوزراء معارضته لزواج المثليين، قائلاً: «طالما نحن في الحكومة - لن تسمح فيجي بزواج المثليين»، لأن فيجي «بلد يخاف الرب». تم دعم موقفه من قبل كل من الكنيسة الكاثوليكية في فيجي، والكنيسة الميثودية في فيجي وروتوما، وشري ساناتان دارم بارتيندي، والرابطة الإسلامية في فيجي، والتي عبرت جميعها عن معارضتها لزواج المثليين. قال مدير لجنة حقوق الإنسان ومناهضة التمييز في فيجي، أشوان راج، إن «زواج المثليين ليس حقًا» وأن هناك حاجة إلى مزيد من الوضوح بشأن ما ينص عليه دستور فيجي في مسألة زواج المثليين، وأن «الأولوية يجب أن تكون نحو معالجة التمييز الذي يواجهه مجتمع المثليين». كما دعا إلى «نقاش هادئ وعقلاني» حول هذه القضية. قال تحالف فيجي لحقوق الإنسان إنه «يشعر بخيبة أمل وانزعاج» من موقف رئيس الوزراء، بحجة أن تصريحاته تتعارض مع قوانين فيجي وتتناقض مع التزامه بمجلس حقوق الإنسان التابع للأمم المتحدة. ودعا السلطات إلى الاجتماع ومناقشة التقدم نحو إدماج مجتمع المثليين في فيجي.

## الحماية من التمييز
يحظر التمييز في مجال العمل على أساس التوجه الجنسي في فيجي بموجب «إعلان علاقات العمل 2007».
وفي عام 1997، تضمن الدستور مادة تحظر على وجه التحديد التمييز الحكومي على أساس التوجه الجنسي. في عام 2009، تم إلغاء دستور فيجي رسميًا من قبل الرئيس.
في أبريل/نيسان 2013، صرح النائب العام، عياز سيد خيّوم، أن دستورًا جديدًا والذي من المفترض الانتهاء منه في وقت ما من عام 2013، سيحظر التمييز على أساس التوجه الجنسي. صدر الدستور في أيلول/سبتمبر 2013 ويتضمن حكما يحظر التمييز على أساس التوجه الجنسي والهوية الجندرية أو التعبير عنها. تنص المادة 26 من الدستور على ما يلي: 
يجب ألا يتعرض أي شخص للتمييز بصورة غير عادلة، سواء بشكل مباشر أو غير مباشر بسبب شخصه -
(أ) الخصائص أو الظروف الشخصية الفعلية أو المفترضة، بما في ذلك العرق أو الثقافة أو الأصل العرقي أو الاجتماعي أو اللون أو مكان المنشأ أو الجنس أو الجندر أو التوجه الجنسي أو الهوية الجندرية أو التعبير عنها أو الولادة أو اللغة الأساسية أو الوضع الاقتصادي أو الاجتماعي أو الصحي أو الإعاقة أو السن أو الدين أو الضمير أو الحالة الاجتماعية أو الحمل؛ أو
(ب) الآراء أو المعتقدات، باستثناء ما إذا كانت تلك الآراء أو المعتقدات تنطوي على ضرر للآخرين أو تناقص حقوق الآخرين أو حرياتهم،
أو على أي أساس آخر يحظره هذا الدستور
وأفادت التقارير في عام 2013 بأن الحكومة قد أدرجت التوجه الجنسي والهوية الجندرية في قانون لخطاب مناهضة الكراهية فضلاً عن قانون يتناول التمييز في أعمال تجارية معينة.

## علاج التحويل
يؤثر علاج التحويل تأثيراً سلبياً على حياة الأشخاص من مجتمع المثليين، ويمكن أن يؤدي إلى تدني احترام الذات والاكتئاب والتفكير في الانتحار.
ينص «مرسوم الصحة العقلية 2010» على أن الأشخاص لا ينبغي اعتبارهم مرضى عقليًا إذا رفضوا أو أخفقوا في التعبير عن توجه جنسي معين، ويحظر أي علاج التحويل من قبل العاملين الصحيين المسجلين في مجال الصحة العقلية.

## التبرع بالدم
في أبريل/نيسان 2017، أكدت وزارة الصحة الفيجية أنه يتم حظر الرجال المثليين ومزدوجي التوجه الجنسي من التبرع بالدم. جاء بيان الوزارة بعد أن حاول رجل مثلي الجنس التبرع بالدم لكنه رفض بسبب توجهه الجنسي. وفي وقت لاحق، قال أشوين راج، مدير لجنة فيجي لحقوق الإنسان ومكافحة التمييز، إنه سيحقق في السياسة، قائلاً إنها غير دستورية وتمييزية.

## الظروف الاجتماعية
أغلبية المواطنين ينتمون إلى الطوائف الميثودية أو الكاثوليكية، والتي عادة ما تنظر إلى الجنس المثلي والتحول الجنسي بشكل سلبي. ثالث أكبر جماعة دينية، أي حوالي 6% من السكان، مسلمون، يميلون أيضاً إلى اعتبار المثلية الجنسية وشهوة الملابس المغايرة سلوكاً خاطئاً يجب إصلاحه. وبينما توجد تقاليد دينية أخرى أكثر تسامحا بشكل عام في فيجي فإنها تميل إلى الحصول على عضوية أصغر. هذه العادات الدينية السائدة تميل إلى التأثير على وضع الأشخاص المثليين في المجتمع.
تعتبر التقارير عن جرائم الكراهية ضد المثليين والمثليات ومزدوجي التوجه الجنسي والمتحولين جنسيا في فيجي نادرة، على الرغم من أن هناك حالة محتملة ومثيرة للاهتمام لشريكين مثليين يمكن أن يكونا ضحيتي جريمة كراهية. في 1 يوليو/تموز 2001، قُتل جون موريس سكوت، رئيس الصليب الأحمر وشريكه، غريغوري سكريفنر، بوحشية في سوفا، في هجوم واضح معادي للمثلية وذو دافع سياسي محتمل. أصبحت قصة سكوت وسكريفينر موضوع فيلم وثائقي نيوزيلندي لعام 2008 بعنوان «جزيرة تدعو». في سبتمبر 2017، تم العثور على طالب مثلي الجنس ميتًا في نازينو. في مايو 2018، قُتلت امرأة شابة متحولة جنسياً بوحشية في سوفا. من شأن عدم الثقة في الشرطة بسبب التحرش المحتمل أن يثبط عزيمة الأفراد التابعين لمجتمع المثليين والشركاء المثليين من الإبلاغ عن العنف ضد المثليين أو التمييز والكره ضدهم.
تميل الأعراف الاجتماعية المتعلقة بالتوجه الجنسي والهوية الجندرية إلى أن تكون متحفظة، مع القليل من الدعم الشعبي لحقوق المثليين. على الرغم من قيام بعض نشطاء حقوق الإنسان ببعض العمل المتواضع حول مواضيع حقوق المثليين، فقد قامت الحكومة في الماضي بإلغاء مسيرات فخر المثليين من مكان حدوثها. في 17 مايو/أيار 2013، نظم اليوم العالمي لمناهضة رهاب المثلية، ورهاب ازدواجية التوجه الجنسي ورهاب التحول الجنسي، أنشطة لنشطاء حقوق المثليين والمساواة. وقالت حركة درودرولاغي، وهي مجموعة من المدافعين عن حقوق المثليين، أن التمييز والتنمر ضد مجتمع المثليين لا يزالان يمثلان مشكلة في فيجي. في عام 2017، أقيم حدث يحتفل اليوم العالمي لمناهضة رهاب المثلية، ورهاب ازدواجية التوجه الجنسي ورهاب التحول الجنسي في العاصمة سوفا. وقد حضر هذا الحدث العديد من نشطاء المثليين فضلا عن الشخصيات الدينية.
على الرغم من أنه لا يُعد غير قانوني، تحث أيضًا الزوار على أن يكونوا متحفظين وأن لايقوموا بإظهار مظاهر المودة علنا لكونها تسئ لبعض المارة.
عُقدت أول مسيرة فخر المثليين في فيجي في 17 مايو 2018 ليتزامن مع اليوم العالمي لمناهضة رهاب المثلية، ورهاب ازدواجية التوجه الجنسي ورهاب التحول الجنسي. جرت المسيرة في لاوتوكا، ثاني أكبر مدينة في فيجي، وكانت أول مسيرة من هذا القبيل في دولة في جزر المحيط الهادئ (باستثناء نيوزيلندا وبعض الأقاليم التوابع، مثل هاواي). قدمت الشرطة المحلية حراسة للمشاركين. تحدث الرئيس السابق إبيلي نايلاتيكاو في هذا الحدث.

## ملخص
| قانونية النشاط الجنسي المثلي                                                             | (منذ عام 2010)                                   |
| المساواة في السن القانوني للنشاط الجنسي                                                  | (منذ عام 2010)                                   |
| قوانين مكافحة التمييز في التوظيف                                                         | (منذ عام 2007)                                   |
| قوانين مكافحة التمييز في توفير السلع والخدمات                                            | (منذ عام 2013)                                   |
| قوانين مكافحة التمييز في جميع المجالات الأخرى (تتضمن التمييز غير المباشر، خطاب الكراهية) | (منذ عام 2013)                                   |
| قوانين جرائم الكراهية تشمل التوجه الجنسي والهوية الجندرية                                | (منذ عام 2013)                                   |
| زواج المثليين                                                                            | No                                               |
| الاعتراف القانوني بالعلاقات المثلية                                                      | No                                               |
| تبني أحد الشريكين للطفل البيولوجي للشريك الآخر                                           | No                                               |
| التبني المشترك للأزواج المثليين                                                          | No                                               |
| يسمح للمثليين والمثليات ومزدوجي التوجه الجنسي بالخدمة علناً في القوات المسلحة             |                                                  |
| الحق بتغيير الجنس القانوني                                                               |                                                  |
| علاج التحويل محظور على القاصرين                                                          | No                                               |
| الحصول على أطفال أنابيب للمثليات                                                         | No                                               |
| الأمومة التلقائية للطفل بعد الولادة                                                      | No                                               |
| تأجير الأرحام التجاري للأزواج المثليين من الذكور                                         | (محظور لجميع الأزواج بغض النظر عن التوجه الجنسي) |
| السماح للرجال الذين مارسوا الجنس الشرجي بالتبرع بالدم                                    | No                                               |